# فرنسيسكو أورتيغا (كاتب)
فرنسيسكو أورتيغا (بالإسبانية: Francisco Ortega)‏ هو صحفي وكاتب وكاتب سيناريو تشيلي، ولد في 11 يوليو 1974 في فيكتوريا ‏ في تشيلي.